# Vasile Negrea
Vasile Negrea (n. 1941, Brăila, România) este un fotbalist român retras din activitatea sportivă.

## Palmares
Steaua București
- Divizia A: 1967–68[1]
- Cupa României: 1965–66, 1966–67, 1968–69, 1969–70, 1970–71[1]